# Garudapalya, Kolar
Garudapalya là một làng thuộc tehsil Kolar, huyện Kolar, bang Karnataka, Ấn Độ.